# Удмурт-Тоймобаське сільське поселення
Удму́рт-Тоймоба́ське сільське поселення — колишнє муніципальне утворення в складі Алнаського району Удмуртії, Росія. Адміністративний центр — присілок Удмуртський Тоймобаш.
Розформоване 9 травня 2021 року законом Удмуртської Республіки за 23 квітня 2021 року № 27-РЗ через переформування муніципального району на муніципальний округ.

## Населення
Населення — 1128 (2018; 1159 у 2015, 1200 у 2012, 1231 у 2010, 1449 у 2002).

## Склад
До складу поселення входять такі населені пункти:
| Населений пункт                | Населення, осіб (2002) | Населення, осіб (2010) | Населення, осіб (2012) |
| ------------------------------ | ---------------------- | ---------------------- | ---------------------- |
| Верхня Тойма, присілок         | 4                      | 1                      | 1                      |
| Кузілі, присілок               | 177                    | 189                    | 186                    |
| Сям-Каксі, присілок            | 156                    | 123                    | 118                    |
| Удмуртський Вішур, присілок    | 160                    | 130                    | 131                    |
| Удмуртський Тоймобаш, присілок | 838                    | 705                    | 689                    |
| Шаршада, присілок              | 1                      | 0                      | 0                      |
| Шубино, присілок               | 113                    | 83                     | 75                     |

## Господарство
В поселенні діють 2 середні (Сям-Каксі, Удмуртський Тоймобаш) та початкова (Шубіно) школи, 2 садочки (Сям-Каксі, Удмуртський Тоймобаш), 2 бібліотеки, 3 клуби, 3 фельдшерсько-акушерських пункти та мікропрофілакторій.